# John Blair (Politiker)
John Blair (* 13. September 1790 bei Jonesborough, Südwest-Territorium; † 9. Juli 1863 ebenda) war ein US-amerikanischer Politiker. Zwischen 1825 und 1835 vertrat er den Bundesstaat Tennessee im US-Repräsentantenhaus.

## Werdegang
John Blair besuchte die Martin Academy und danach bis 1809 das Washington College in Limestone. Nach einem anschließenden Jurastudium und seiner im Jahr 1813 erfolgten Zulassung als Rechtsanwalt begann er in seinem neuen Beruf zu arbeiten. Gleichzeitig schlug er eine politische Laufbahn ein. Zwischen 1815 und 1817 war er Abgeordneter im Repräsentantenhaus von Tennessee; von 1817 bis 1821 gehörte er dem Staatssenat an. In den 1820er Jahren schloss sich Blair der Bewegung um den späteren Präsidenten Andrew Jackson an und wurde Mitglied der von diesem 1828 gegründeten Demokratischen Partei.
Bei den Kongresswahlen des Jahres 1822 wurde Blair im ersten Wahlbezirk von Tennessee in das US-Repräsentantenhaus in Washington, D.C. gewählt, wo er am 4. März 1823 die Nachfolge von Robert Allen antrat. Nach vier Wiederwahlen konnte er bis zum 3. März 1835 fünf Legislaturperioden im Kongress absolvieren. Nach dem Amtsantritt von Andrew Jackson als 7. US-Präsident wurde innerhalb und außerhalb des Kongresses heftig über dessen Politik diskutiert. Dabei ging es um die umstrittene Durchsetzung des Indian Removal Act, den Konflikt mit dem Staat South Carolina, der in der Nullifikationskrise gipfelte, und die Bankenpolitik des Präsidenten. Zwischen 1827 und 1829 war John Blair Vorsitzender des Ausschusses zur Kontrolle der Ausgaben des Außenministeriums.
Bei den Wahlen des Jahres 1834 unterlag Blair dem Nationalrepublikaner William Blount Carter. Nach seinem Ausscheiden aus dem US-Repräsentantenhaus zog er sich zunächst aus der Politik zurück und arbeitete als Anwalt. In den Jahren 1849 und 1850 kehrte er als Abgeordneter im Repräsentantenhaus von Tennessee noch einmal auf die politische Bühne zurück. Außerdem war er weiterhin als Jurist tätig. Er starb am 9. Juli 1863 in Jonesborough.